# アイ・カフェ
アイ・カフェ (i-Caf'e) は、アイ・カフェ株式会社が展開する漫画・インターネットカフェチェーンおよび複合カフェ・カラオケルーム事業を統括する営業本部である。

## 概要
2001年会社設立。2003年には古本市場を展開するテイツーの連結子会社となり、以後古本市場との複合出店の展開や商圏マーケットの大きい首都圏への進出などを進めていた。
2009年9月にテイツーに吸収合併され法人としてのアイ・カフェは消滅、2011年9月には会社分割によりカジ・コーポレーションが事業を承継した。これにより、かねてからカジ・コーポレーションが運営している「まんがねっとラウム」のほか、2013年1月に「Cybac」、2014年4月に「funky time」をグループに加えた。
2022年8月に会社分割にてアイ・カフェ株式会社を設立し、カジ・コーポレーション内のアイ・カフェ営業本部を分割。

## 店舗の設備・特徴
同チェーンの特徴としては、一部店舗を除き店内に厨房設備を導入して軽食から洋食メニューを提供、シックな店舗内装など他のコーヒーチェーンに見られる高級感を取り入れている。他店より厳しい法令順守の営業姿勢の徹底があげられる。アイ・カフェ全店が身分証を示して会員証を作るシステム。会員証は同チェーン同士での使用が可能、ただし、一部の店舗は共通利用はできない。18歳未満の未成年の利用・入店に関しては、オープン席のみの利用に制限、個室席は保護者同伴のみ。こうした営業姿勢により店舗内の風紀の乱れを防いでいる。
以下のサービスを提供するが店舗によって内容は一部異なる。
- 日本複合カフェ協会加盟、テレビゲーム機 PS2ゲーム・DVDソフト類・使用許諾を得て導入。
- 雑誌、漫画の閲覧
- インターネットアクセスができるパソコン
- オンラインゲーム
- ドリンクバー
- シャワー

## 店舗の一覧

### アイ・カフェ

#### 北海道・東北
- 北海道
  - nORBESA店（札幌市中央区）
    - nORBESA 4F。2019年2月28日閉店。

  - 札幌センチュリーロイヤルホテル店（札幌市中央区）
    - センチュリーロイヤルホテル1F。2024年3月21日閉店。

  - 函館五稜郭店（函館市）
    - テキサス函館2F。2022年8月29日閉店。
- 宮城県
  - 仙台駅西口店（仙台市青葉区）
    - 仙台TRビル7階。

  - BiVi仙台店（仙台市宮城野区）
    - BiVi仙台駅東口3F。

  - 286KAGITORI店（仙台市太白区）
    - 鈎取ショッピングセンター別館1F。2018年8月31日閉店。
- 福島県
  - 会津インター店（会津若松市）
    - 2015年3月3日閉店。株式会社ヴァリックに譲渡され、同年6月18日に快活CLUB会津インター店として開店。

#### 関東
- 群馬県
  - Annex金古店（高崎市）
  - Annex安中店（安中市）
    - パチンコ店との複合店舗。

  - Annex大間々店（みどり市）
- 埼玉県
  - 鴻巣MEGA-MIX店（鴻巣市）
    - 古本市場との複合店舗。

  - 入間店（入間市）→閉店
    - 古本市場との複合店舗。

  - 八潮店（八潮市）
    - 古本市場との複合店舗。
    - 2019年1月1日閉店。古本市場も同月に閉店し現在テナント募集中。

  - 蓮田店（蓮田市）
    - 古本市場との複合店舗。
- 東京都
  - AKIBA PLACE店（千代田区）
    - AKIBA PLACE7〜8F。株式会社アイ・カフェ東京本部を併設。
    - デルの協力下、オープン席にALIENWAREを導入。
    - 戦力外捜査官第7話の撮影で利用された。
    - 2023年2月6日閉店

  - ピーアーク竹ノ塚店（足立区）
    - ピーアーク竹ノ塚店5F。2020年7月6日閉店。

#### 北陸・信越
- 新潟県
  - 桜木インター店（新潟市中央区）
    - 2014年9月30日閉店。

#### 近畿
- 大阪府
  - 天王寺アポロ店（大阪市阿倍野区）
    - きんえいアポロビル7F。2020年3月24日閉店。
- 兵庫県
  - 西神戸店（神戸市西区）
    - 2016年10月1日閉店。
- 和歌山県
  - 紀の川店（和歌山市）
    - 2014年2月17日閉店。

  - 宮街道店（和歌山市）
    - 2013年8月30日閉店。

#### 中国・四国
- 岡山県
  - 岡山本店（岡山市北区）2022年2月24日閉店[9]
  - 東岡山店（岡山市中区）
    - 株式会社カジ・コーポレーション アイ・カフェ営業本部岡山出張所を併設[10]。
    - 2018年12月1日閉店。

  - 中庄サンフラワー店（倉敷市）
    - 2020年8月31日閉店。

  - 倉敷笹沖店（倉敷市）
    - 2022年9月5日閉店。
- 愛媛県
  - 松山キスケBOX店（松山市）
    - キスケボックス3F
    - 2019年7月21日閉店。
- 徳島県
  - 田宮店（徳島市）
    - 遊場2F
    - 2021年6月30日閉店。

#### 九州
- 福岡県
  - コマーシャルモール博多店（福岡市博多区）
    - コマーシャルモール博多2F。
    - デルの協力下、オープン席にALIENWAREを導入。
    - 2020年10月18日閉店。
- 鹿児島県
  - 真砂本町店（鹿児島市）
    - 古本市場との複合店舗。